# Talara proxima
Talara proxima är en fjärilsart som beskrevs av Christian Gibeaux 1983. Talara proxima ingår i släktet Talara och familjen björnspinnare. Inga underarter finns listade i Catalogue of Life.